# إموري سيدل
إموري سيدل (بالإنجليزية: Emory Seidel)‏ هو رسام أمريكي، ولد في 14 مايو 1881 في بالتيمور في الولايات المتحدة، وتوفي في 23 أبريل 1954.